# Estádio Luis Tróccoli

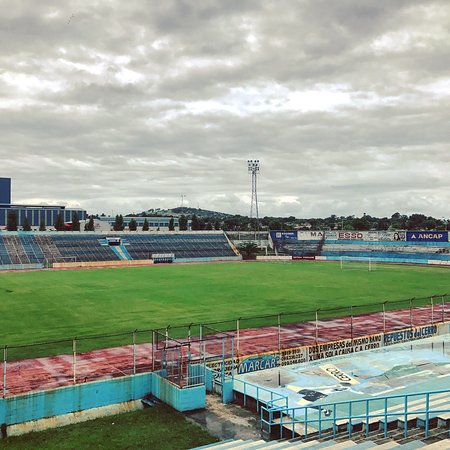
Estádio Luis Tróccoli

Estádio Luis Tróccoli é o estádio do Club Atlético Cerro que fica situado em Montevidéu no Uruguai. O estádio foi construído em 1964 e tem capacidade para 25 mil torcedores.